# قائمة ألعاب الفيديو لأغنية الجليد والنار
أغنية الجليد والنار هي سلسلة روايات خيالية كتبها جورج ر. ر. مارتن. تم تحويل الروايات لاحقًا إلى مسلسل تلفزيوني على قناة إتش بي أو بعنوان صراع العروش في عام 2011.

## ألعاب الفيديو
اعتبارًا من عام 2021، تم إصدار أحد عشر لعبة فيديو مبنية على روايات أغنية الجليد والنار وسلسلة لعبة العروش. يوضح الجدول التالي عنوان اللعبة وتاريخ الإصدار والناشر والمطور والمنصات التي تم إصدار كل لعبة عليها، بالإضافة إلى أي معلومات أخرى ذات صلة.
|  | تشير الخلية الفارغة إلى أن العنوان لم يتم إصداره على أي منصة (منصات) بواسطة الشركات المصنعة المحددة                        |
|  | تشير الخلية التي تحتوي على وحدات تحكم الألعاب إلى أن اللعبة تم إصدارها على المنصة (المنصات) بواسطة الشركات المصنعة المحددة |

| العنوان                                    | تفاصيل الإصدار | المنصة (المنصات)              | المنصة (المنصات)                                   | المنصة (المنصات) | المنصة (المنصات)            |
| العنوان                                    | تفاصيل الإصدار | حاسوب شخصي                    | مشغل ألعاب الفيديو                                 | جوال             | أخرى                        |
| ------------------------------------------ | --- | ----------------------------- | -------------------------------------------------- | ---------------- | --------------------------- |
| صراع العروش: جينيسيس                       | - الإصدار: 28 سبتمبر 2011 - الناشر: فوكيس للترفيه - المطور: سيانيد التسلية                                          | مايكروسوفت ويندوز             |                                                    |                  |                             |
| لعبة العروش                                | - الإصدار: 15 مايو 2012 - الناشرون: أتلس الولايات المتحدة، فوكيس للترفيه - المطور: سيانيد                           | مايكروسوفت ويندوز             | إكس بوكس 360 بلاي ستيشن 3                          |                  |                             |
| صعود لعبة العروش                           | - الإصدار: 21 فبراير 2013 - الناشرون: ديسروبتر بين - المطور: ديسروبتر بين                                           |                               |                                                    | آي أو إس أندرويد | فيسبوك متصفح ويب            |
| لعبة العروش                                | - الإصدار: 2 ديسمبر 2014–17 نوفمبر 2015 - الناشرون: تلتيل غيمز - المطور: تلتيل غيمز                                 | مايكروسوفت ويندوز macOS       | إكس بوكس 360 إكس بوكس ون بلاي ستيشن 3 بلاي ستيشن 4 | آي أو إس أندرويد |                             |
| لعبة العروش: الفتح                         | - الإصدار: 19 أكتوبر 2017 - الناشرون: وارنر برذرز إنترآكتيف إنترتيمنت - المطور: توربين                              |                               |                                                    | آي أو إس أندرويد |                             |
| العهود: لعبة العروش                        | - الإصدار: 18 أكتوبر 2018 - الناشرون: ديفولفر ديجيتال - المطور: نيريال                                              | مايكروسوفت ويندوز لينكس macOS | نينتندو سويتش                                      | آي أو إس أندرويد |                             |
| لعبة العروش: الشتاء قادم                   | - الإصدار: 26 مارس 2019 - الناشرون: ألعاب يوزو - المطور: ألعاب يوزو                                                 | مايكروسوفت ويندوز             |                                                    | آي أو إس أندرويد | متصفح ويب                   |
| لعبة العروش: كازينو سلوتس                  | - الإصدار: 30 مايو 2019 - الناشرون: زينغا - المطور: زينغا                                                           |                               |                                                    | آي أو إس أندرويد | فيسبوك متصفح ويب فاير أو إس |
| لعبة العروش: ما وراء الجدار                | - الإصدار: 26 مارس 2020 (آي أو إس)، 3 أبريل 2020 (أندرويد) - الناشرون: بيهيفيور إنتراكتيف - المطور: GAEA            |                               |                                                    | آي أو إس أندرويد |                             |
| لعبة العروش: حكاية الغربان                 | - الإصدار: 7 أغسطس 2020 - الناشرون: ديفولفر ديجيتال - المطور: ذلك الاستوديو السخيف                                  | macOS                         |                                                    | آي أو إس         | tvOS                        |
| لعبة العروش: لعبة الطاولة – النسخة الرقمية | - الإصدار: 6 أكتوبر 2020 (حاسوب شخصي)، 7 أبريل 2021 (جوال) - الناشرون: أسمودي الرقمية - المطور: الذئب الرهيب الرقمي | مايكروسوفت ويندوز macOS       |                                                    | آي أو إس أندرويد |                             |
| لعبة العروش                                | - الإصدار: 2024 (يُحدد لاحقًا) - الناشرون: نت ماربل - المطور: نت ماربل                                                |                               |                                                    | آي أو إس أندرويد |                             |
| لعبة العروش: الأساطير                      | - الإصدار: 2024 (يُحدد لاحقًا) - الناشرون: زينغا - المطور: زينغا                                                      |                               |                                                    | آي أو إس أندرويد | متصفح ويب                   |

| العنوان                    | تفاصيل الإصدار                                                      | المنصة (المنصات)        | المنصة (المنصات)                                   | المنصة (المنصات) | المنصة (المنصات) |
| العنوان                    | تفاصيل الإصدار                                                      | حاسوب شخصي              | مشغل ألعاب الفيديو                                 | جوال             | أخرى             |
| -------------------------- | ------------------------------------------------------------------- | ----------------------- | -------------------------------------------------- | ---------------- | ---------------- |
| لعبة العروش: الممالك السبع | - الإصدار: أُلغيت - الناشرون: بيج بوينت آرتبلانت - المطور: بيج بوينت |                         |                                                    |                  | متصفح ويب        |
| لعبة العروش: الموسم الثاني | - الإصدار: أُلغيت - الناشرون: تلتيل غيمز - المطور: تلتيل غيمز        | مايكروسوفت ويندوز macOS | إكس بوكس 360 إكس بوكس ون بلاي ستيشن 3 بلاي ستيشن 4 | آي أو إس أندرويد |                  |